# Inspektorat Graniczny Straży Celnej „Tarnowskie Góry”
Inspektorat Straży Celnej „Tarnowskie Góry” – jednostka organizacyjna Straży Celnej pełniąca służbę ochronną na granicy polsko-niemieckiej w latach 1921–1928.

## Formowanie i zmiany organizacyjne
Na wniosek Ministerstwa Skarbu, uchwałą z 10 marca 1920 roku, powołano do życia Straż Celną. Od połowy 1921 roku jednostki Straży Celnej rozpoczęły przejmowanie odcinków granicy od pododdziałów Batalionów Celnych. Proces tworzenia Straży Celnej trwał do końca 1922 roku. Inspektorat Straży Celnej „Tarnowskie Góry”, wraz ze swoimi komisariatami i placówkami granicznymi, znalazł się w podporządkowaniu Dyrekcji Ceł „Mysłowice”. W 1926 roku w skład inspektoratu wchodziło 6 komisariatów, 33 placówki zewnętrzne i 11 wewnętrznych Straży Celnej.
Rozporządzeniem ministra skarbu z 30 czerwca 1927 roku rozpoczęto reorganizację Straży Celnej. Odtąd Naczelny Inspektorat Straży Celnej podlegał bezpośrednio ministrowi skarbu, a Naczelnemu Inspektoratowi podlegały inspektoraty okręgowe. Te ostatnie przejęły kompetencje dyrekcji ceł. Inspektorat Straży Celnej „Tarnowskie Góry” przemianowany został na Inspektorat Graniczny Straży Celnej „Tarnowskie Góry” i wszedł w podporządkowanie Ślaskiego Inspektoratu Okręgowego Straży Celnej .

## Służba graniczna
Sąsiednie inspektoraty
- Inspektorat Straży Celnej „Praszka” ⇔ Inspektorat Straży Celnej „Rybnik” − 1926

## Funkcjonariusze inspektoratu
Obsada personalna w 1927:
- kierownik inspektoratu – inspektor Paweł Krysek
- pomocnik kierownik inspektoratu – podkomisarz Edward Fox
- funkcjonariusze młodsi:

starszy strażnik Ignacy Moczyński (608)
starszy strażnik Antoni Garguliński (301)
starszy strażnik Michał Lignar (561)
strażnik Jan Ziemba (1128)
strażnik Jan Korniak (487)

## Struktura organizacyjna
Organizacja inspektoratu w 1926 roku:
- komenda – Tarnowskie Góry
- komisariat Straży Celnej „Brzegów”?? (Orzegów)
- komisariat Straży Celnej „Królewska Huta”
- komisariat Straży Celnej „Tarnowskie Góry”
- komisariat Straży Celnej „Kalety”
- komisariat Straży Celnej „Lubliniec Południe”
- komisariat Straży Celnej „Lubliniec”